# Norra Ving, Stenum och Skärvs landskommun
Norra Ving, Stenum och Skärvs landskommun var en tidigare kommun i dåvarande Skaraborgs län.

## Administrativ historik
När 1862 års kommunalförordningar trädde i kraft den 1 januari 1863 inrättades över hela landet cirka 2 400 landskommuner, normalt i socknar med samma namn.
Denna kommun bildades som en gemensam landskommun av Norra Vings socken, Stenums socken och Skärvs socken, alla i Valle härad i Västergötland. Namnet var före 17 april 1885 Ving, Stenum och Skärvs landskommun.
1889 delades landskommunen upp i Norra Vings landskommun, Stenums landskommun och Skärvs landskommun. Landskommunens område tillhör sedan 1971 Skara kommun.